# San Isidro, Calnali
San Isidro är en ort i Mexiko.   Den ligger i kommunen Calnali och delstaten Hidalgo, i den sydöstra delen av landet, 170 km norr om huvudstaden Mexico City. San Isidro ligger 983 meter över havet och antalet invånare är 110.
Terrängen runt San Isidro är varierad, och sluttar österut. Runt San Isidro är det ganska glesbefolkat, med 43 invånare per kvadratkilometer. Närmaste större samhälle är Calnali, 0,53 km söder om San Isidro. I omgivningarna runt San Isidro växer i huvudsak städsegrön lövskog.